# مؤسسه فرهنگی اکو
مؤسسهٔ فرهنگی اکو نهاد فرهنگی سازمان همکاری‌های اقتصادی (اکو) است که در سال ۱۳۴۱ با توافق سه کشور جمهوری ترکیه، پادشاهی ایران و جمهوری پاکستان در تهران تأسیس شده است و هم‌اکنون نیز مرکز آن در ایران (شهر تهران) می‌باشد. وظیفهٔ این بنیاد گسترش همکاری و تبادل‌های فرهنگی میان کشورهای عضو اکو است.

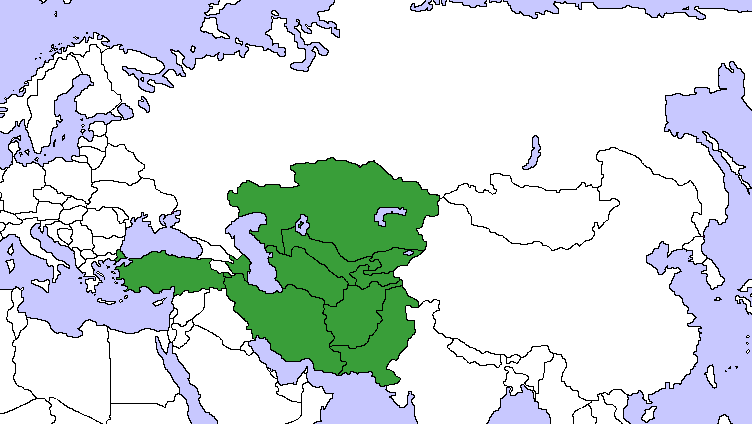
نقشه کشورهای عضو اکو

## تاریخچه سازمان
سازمان همکاری اقتصادی (اکو) یک سازمان منطقه‌ای-بین‌المللی است که در سال ۱۳۴۱ با نام سازمان همکاری منطقه‌ای برای توسعه (Regional Cooperation for Development)به منظور ترویج همکاری اقتصادی، علمی و فرهنگی توسط سه کشور ایران، پاکستان و ترکیه تأسیس شد که خود دارای سازمان اقتصادی و مؤسسه فرهنگی بود. پس از پیروزی انقلاب اسلامی، این سازمان در سال ۱۳۵۷ به حال تعلیق درآمد.
پس از آن کشورهای ایران، پاکستان و ترکیه به بازسازی بخشهای مختلف این سازمان و تجدیدنظر در قوانین موجود در آن پرداخته و در سال ۱۳۶۲ بخش اقتصادی این سازمان با نام جدید سازمان همکاری اقتصادی (Economic Cooperation Organization)- که به اختصار (اکو) خوانده می‌شود- دوباره فعال گردید.
در سال ۱۳۶۴ بخش فرهنگی این سازمان مورد تجدیدنظر و بازسازی قرار گرفت.
در سال ۱۳۷۱ با پیوستن هفت عضو جدید یعنی کشورهای افغانستان، جمهوری آذربایجان، قزاقستان، ترکمنستان، قرقیزستان، ازبکستان، و تاجیکستان این سازمان کاملاً فعال گردید و فعالیت آن تا به امروز ادامه دارد.
در نهایت با تصویب اساسنامه مؤسسه فرهنگی اکو در سال ۱۳۷۴ توسط چهار کشور افغانستان، ایران، پاکستان و تاجیکستان، این مؤسسه به‌طور کامل فعال شد.
وظیفه مؤسسه انجام تحقیقات نظام یافته در خصوص میراث مشترک فرهنگی منطقه تعیین شد تا در جهت تقویت آگاهی‌های مربوط به اتحاد ناگسستنی این کشورها گام بردارد و مطالعات بنیادین انجام دهد که این مطالعات در قالب انتشار کتاب، ماهنامه، فصلنامه، گاهنامه و غیره منتشر گردد. همچنین مؤسسه موظف گردید تا در جهت آشنا سازی و مرتبط کردن صاحب نظران و شخصیتهای عالی‌رتبه، اساتید دانشگاه‌ها، دانشجویان منطقه را به یکدیگر تلاش نماید و تمهیدات لازم را جهت ایجاد ارتباطی نزدیکتر و نیز شناخت صحیح بین مردم منطقه از طریق برنامه‌های فرهنگی اتخاذ نماید.
این مؤسسه با داشتن بودجه‌ای جداگانه، اساسنامه خاص خود را دارد و بودجه آن را چهار کشور افغانستان، ایران، پاکستان و تاجیکستان به‌طور سالانه پرداخت می‌کنند. طبق توافق‌های انجام شده، به زودی کشورهای آذربایجان، قزاقستان و ترکیه نیز به جمع تصویب کنندگان اساسنامه مؤسسه خواهند پیوست.

## اهداف و فعالیتها

### اهداف
طبق اساسنامه مؤسسه فرهنگی اکو، این مؤسسه به عنوان یک سازمان مبتکر، هماهنگ‌کننده، تأمین‌کننده و نظارت‌کننده در چهارچوب اکو به منظور پیشبرد فعالیتهای زیر عمل خواهد کرد:
1. تقویت و ارتقای همکاری و مشارکت نزدیک بین مردم منطقه به‌طور اعم و مشارکت بین رسانه‌های گروهی، روشنفکران و هنرمندان به‌طور اخص،
2. تحقیق در زمینه میراث مشترک فرهنگی کشورهای منطقه به منظور تقویت آگاهیهای مربوط به اتحاد ناگسستنی شان و کشف سننی که سبب پیوند مردم منطقه با یکدیگر می‌شود،
3. انتشار نتایج مطالعات آن‌ها در قالب کتاب، ماهنامه، فصلنامه، گاهنامه و سرگذشتنامه به زبان انگلیسی و در صورت امکان به زبانهای منطقه،
4. انتشار آثار منتخب نویسندگان، هنرمندان، اندیشمندان و عکاسان عالی‌رتبه معاصر و غیره از کشورهای عضو به زبان انگلیسی و زبانهای منطقه،
5. آموزش زبانهای منطقه در مؤسسه و شعبات آن در صورت امکان، همچنین اتخاذ اقدامات مؤثر جهت تقویت زبانهای مزبور در دانشگاه‌ها و سایر مؤسسات آموزش زبان منطقه،
6. تنظیم برنامه‌های تبادل فرهنگی نظیر بازدید محققان، آموزگاران، نویسندگان، هنرمندان، سخنرانان مهمان، شخصیتهای عالی‌رتبه، دانشجویان، جوانان و اعضای سازمانهای زنان،
7. تقویت همکاری میان دانشگاه‌ها و دیگر مؤسسات فرهنگی منطقه،
8. سازماندهی برنامه‌های مبادله دانشگاهی در زمینه فرهنگ،
9. برپائی مراسم ادبی و آموزشی و فرهنگی و نمایشگاه‌هایی که منعکس‌کننده زندگی اجتماعی و فرهنگی مردم کشورهای عضو باشد،
10. برپائی نمایشگاه‌هائی در خصوص فرهنگ مردم، سنن و هنرهای مدرن،
11. به عهده گرفتن مسئولیت جوایز اکو در زمینه ادبیات و هنرهای زیبا. این برنامه سالی یک بار اجرا خواهد شد و چگونگی جایزه اکو توسط مؤسسه معین خواهد شد.
12. اجرا و هماهنگی برنامه‌های هفته فرهنگی اکو.
13. اتخاذ تدابیر لازم جهت مبادله فیلم‌های مستند و برنامه‌های رادیو و تلویزیونی که با زندگی، سنن و فعالیتهای اجتماعی منطقه مرتبط باشد.
14. تقویت همکاری در زمینه تاریخ، مردم‌شناسی، انسان‌شناسی، باستان‌شناسی و گردآوری و نگهداری میراث مشترک فرهنگی و معماری منطقه،
15. تأسیس شبکه ارتباطی بین مراکز فرهنگی و کتابخانه‌ها و موزه‌های ملی منطقه به منظور تبادل کتابها، نسخه‌های خطی و آثار ارزشمند هنری، اسلاید یا میکروفیلمهای کتابهای قدیمی،
16. تبادل برنامه‌های آموزشی برای محققان در زمینه مرمت و مصون‌سازی کتابهای قدیمی و دست نوشته‌ها،
17. تأسیس و توسعه کتابخانه هائی که کتابها، مجله‌ها، روزنامه‌ها، مواد سمعی –بصری و تجهیزات مرتبط با زندگی و فرهنگ مردم کشورهای عضو را تهیه و امکانات تولید این مواد را برای استفاده محققان، استادان، روزنامه‌نگاران و غیره فراهم آورند،
18. ارتقای همکاری منطقه‌ای مرتبط با ورزش،
19. تقویت همکاری بین سازمانهای خبری منطقه از طریق ایجاد شبکه‌های ارتباطی بین آنها
20. انتشار یک فصلنامه به زبان انگلیسی و تا حد امکان به زبانهای ملی منطقه در شعبات محلی و به زبان فارسی در دفتر مرکزی به منظور:

ارتقای تفاهم بیشتر میان مردم منطقه با تأکید بر ادبیات، فرهنگ مردمی، موسیقی سنتی و آداب و رسوم ملی کشورهای عضو، برانگیختن علاقه مردم کشورهای عضو به مسایل فرهنگی، آموزشی و اجتماعی موجود منطقه، نتشار اخبار وقایع فرهنگی در منطقه مانند کنفرانس‌ها، سمینارها، کنگره‌ها و غیره
۲۱- به کار گرفتن سایر اقدامات ضروری جهت تقویت تفاهم عمیق‌تر و روابط نزدیک تر در میان مردم منطقه از طریق برنامه‌های فرهنگی

### فعالیتها
مؤسسه فرهنگی اکو در طول دوران فعالیت خود، برنامه‌های بسیاری در زمینه‌های فرهنگ، هنر، ورزش، میراث فرهنگی، زنان و خانواده، صلح، کتاب و کتابخوانی، ادبیات، موسیقی، هنرهای نمایشی و غیره اجرا کرده است.

## انتشارات

### مجلات
۱- ماهنامه اقتصادی، فرهنگی، اجتماعی «ECO Times» به زبان انگلیسی (۳۰ شماره)
۲- ماهنامه اقتصادی، فرهنگی، اجتماعی «اکو نوروز» به زبان فارسی (۱۲ شماره)
۳- ماهنامه اقتصادی، فرهنگی، اجتماعی «اکو نوستی» به زبان روسی (۷ شماره)
۴- فصلنامه فرهنگی- هنری ECO Heritage به زبان انگلیسی (۳۰ شماره)

### برخی از کتابها
۱- دیوان فارسی جم سلطان، عبدالرحمن ناجی طوقماق، تهران-۱۳۸۰
۲- دستور کامل و آموزش زبان اردو برای فارسی زبانان، دکتر شاهد چوهدری، تهران -۱۳۸۱
۳- افسانه‌هایی از جاده ابریشم، الهامه مفتاح، تهران -۱۳۸۶
۴- در ساحل غم، عبدالرحمن ناجی طوقماق، تهران -۱۳۸۶
۵- فلسفه قزاق، عبدالملک نیسن بایوف (به زبان تاجیکی)، تهران – ۱۳۸۱
۶- دیوان رودکی، قادر رستم، مترجم شاه منصور شاه میرزا، تهران -۱۳۸۷
۷- اقبال در آیینه اشعارش، اکبر جباری، تهران -۱۳۸۷ (جلد شمیز، جلد گالینگور)
۸- پژواک، تهران -۱۳۸۷
۹- اندرز نامه رودکی، میرزا ملا احمدوف، تهران -۱۳۸۷

## اساسنامه مؤسسه فرهنگی اکو

### وضعیت قانونی
مؤسسه، به عنوان یک سازمان دایمی تخصصی اکو، دارای مهر و نشان مشترک بوده و با رعایت مقررات این اساسنامه و طبق مقررات مالی و پرسنلی مخصوص به خود، برنامه‌های خود را اجرا و امور خور را هدایت خواهد کرد.

### تشکیلات

#### هیئت امنا
مؤسسه یک هیئت امنا مرکب از افراد زیر خواهد داشت:
الف: وزرای فرهنگ یا هر وزیر دیگری که مسئولیت امور فرهنگی کشورهای عضو برعهده دارد،
ب: دبیرکل اکو
ج: رئیس مؤسسه
د: یک مقام عالی‌رتبه فرهنگی از هر کشور که توسط وزرای مربوط تعیین خواهد شد.
هیئت امنا هر دو سال یا سه سال یک بار به صورت دوره‌ای در قلمرو کشورهای عضو جلسه تشکیل خواهد داد.

#### رئیس
رئیس مؤسسه از میان شخصیت‌های عالی‌رتبه فرهنگی منطقه بر اساس پیشنهاد هیئت امنا توسط شورای وزیران به صورت دوره‌ای برای یک دوره سه ساله و بر اساس حروف الفبا منسوب خواهد شد.
ریاست مؤسسه مسئول اجرای سیاست‌های کلی و تصمیمات گرفته شده از سوی هیئت امنا خواهد بود و اقدامات شایسته برای اجرای برنامه‌های مصوبه مؤسسه را بکار خواهد بست.

#### مدیر اجرایی
مدیریت و اداره امور مؤسسه به یک مدیر اجرایی سپرده خواهد شد که ریاست کمیته اجرایی را به عهده خواهد داشت مدیر اجرایی تبعه کشورهای عضو به صورت دوره‌ای خواهد بود مدت مدیریت او سه ساله خوهد بود و می‌تواند مجدداً منصوب شود معهذا بیشتر از دو دوره متواری منصوب نخواهد شد.

#### کمیته اجرایی
مدیر اجرایی توسط کارشناسان فرهنگی مساعدت خواهد شد که ترجیحاً در زمینه‌های مختلف از اتباع کشورهای عضو بر مبنای مساوی خواهد بود.
کارشناسان فرهنگی کمیته اجرایی را تشکیل می‌دهند و تعداد ایشان بر اساس نیاز مؤسسه متفاوت خواهد بود.

#### کارمندان محلی
کارمندان محلی که شامل کارمندان اداری، دبیرخانه و دونپایه می‌باشند باید از اتباع کشورهای عضو بوده اما باید مقیم ایران و در ایران استخدام شوند.

#### شاغلین دیگر
با تأیید شورای وزیران اکو مؤسسه می‌تواند به‌طور موقت مشاورین و کارشناسانی را که برای اجرای کارآمد وظایف خود ضروری تشخیص می‌دهد بر اساس، قیود و شروطی که مناسب می‌داند استخدام نماید.

### دفتر مرکزی یا شعب
دفتر مرکزی مؤسسه در تهران خواهد بود مؤسسه یک شعبه (یا واحد هماهنگی) در هریک از کشورهای عضو خواهد داشت که بر اساس مقرارت حاکم آن کشورها تأسیس خواهد شد، شعب در ارتباط نزدیک با دفتر مرکزی انجام وظیفه خواهند نمود و اجرای برنامه‌های مصوب را تسهیل خواهند کرد.
مؤسسه گزارش‌های سالیانه دوره‌ای شامل مروری بر فعالیت‌های جاری و پروژهای آتی مؤسسه را جهت بررسی و تصویب کشورهای عضو از طریق دبیرخانه به کمیته مربوط و شوراهای اکو تسلیم خواهد کرد. مؤسسه بر اساس رهنمودهای هیئت امنا برنامه درازمدت فعالیت مؤسسه را تهیه خواهد کرد که باید به تصویب شورای وزیران برسد.

### ارتباط با سازمان‌های دیگر
مؤسسه در ارتباط نزدیک با سازمان‌های بین‌المللی فرهنگی، همچنین سازمان‌های دولتی و غیردولتی کشورهای عضو خواهد بود، هرگونه موافقتنامه همکاری با سازمان‌ها و آژانس‌های یادشده باید منطبق با خط مشی شورای ذیصلاح اکو باشد.

### تأمین مالی
مؤسسه برای برنامه و اداره، دارای بودجه و وجوه مستقلی خواهد بود که شامل موارد زیر است:
الف: پرداخت از طریق کشورهای عضو
ب: هبه و وقف
ج: منابع دیگر

## رؤسای مؤسسه
- دکتر سلیم نیساری - ایران (R.C.D)
- مهندس هوشنگی - ایران (۱۳۷۳تا ۱۳۷۶)
- دکتر سید علی‌اکبر پرورش - ایران (۱۳۷۶ تا ۱۳۷۹)
- دکتر محمود بروجردی - ایران (۱۳۷۹ تا ۱۳۸۲)
- محمدعلی شعاعی - ایران (۱۳۸۲ تا ۱۳۸۴)
- دکتر مهدی سنائی - ایران (۱۳۸۴ تا ۱۳۸۵)
- دکتر محمد رجبی - ایران (۱۳۸۵ تا ۱۳۸۸)
- دکتر حجت‌الله ایوبی - ایران (۱۳۸۸ تا ۱۳۹۲)
- افتخار حسین عارف - پاکستان (۱۳۹۲ تا ۱۳۹۵)
- دکتر محمدمهدی مظاهری - ایران (۱۳۹۵ تا آذر ۱۳۹۸)
- سرور بختی - تاجیکستان (دی ۱۳۹۸ تا ۱۴۰۱)
- آقای مرادجان بوری بایف - تاجیکستان (۱۴۰۱ تا کنون)